# Nemesia meridionalis
Nemesia meridionalis är en spindelart som först beskrevs av Costa 1835.  Nemesia meridionalis ingår i släktet Nemesia och familjen Nemesiidae. Inga underarter finns listade i Catalogue of Life.